# Convocazioni al campionato sudamericano femminile di pallavolo 2021
Elenco delle giocatrici convocate per il campionato sudamericano 2021.

## Argentina
| N° | Nome                  | Ruolo | Data di nascita   | Squadra           |
| -- | --------------------- | ----- | ----------------- | ----------------- |
| -  | Hernán Ferraro        | All   | 13 maggio 1968    | -                 |
| 2  | Sabrina Germanier     | P     | 7 giugno 1999     | Boca Juniors      |
| 4  | Daniela Bulaich       | S     | 5 settembre 1997  | San Lorenzo       |
| 6  | Candela Salinas       | S     | 23 maggio 2000    | Academy Sassuolo  |
| 8  | Brenda Churin         | S     | 7 febbraio 2000   | -                 |
| 10 | Emilce Sosa           | C     | 11 settembre 1987 | San Lorenzo       |
| 11 | Bianca Cugno          | O     | 22 aprile 2003    | Boca Juniors      |
| 12 | Tatiana Rizzo         | L     | 30 dicembre 1986  | Boca Juniors      |
| 13 | Bianca Farriol        | C     | 18 dicembre 2001  | Béziers           |
| 14 | Victoria Mayer        | P     | 19 giugno 2001    | Chieri '76        |
| 15 | Julieta Holzmaisters  | C     | 9 gennaio 2002    | Boca Juniors      |
| 16 | Erika Mercado         | O     | 27 febbraio 1992  | -                 |
| 18 | Mariángeles Cossar    | S     | 7 aprile 1990     | Boca Juniors      |
| 19 | Brenda Graff          | C     | 20 luglio 1994    | Gimnasia La Plata |
| 20 | María Agostina Pelozo | L     | 19 novembre 1999  | CEF 5             |

## Brasile
| N° | Nome                   | Ruolo | Data di nascita   | Squadra        |
| -- | ---------------------- | ----- | ----------------- | -------------- |
| -  | José Roberto Guimarães | All   | 31 luglio 1954    | Barueri        |
| 2  | Caroline Gattaz        | C     | 27 luglio 1981    | Minas          |
| 3  | Natália de Araújo      | L     | 10 aprile 1997    | Rio de Janeiro |
| 6  | Nyeme Costa            | L     | 11 settembre 1998 | Barueri        |
| 7  | Rosamaria Montibeller  | O     | 9 aprile 1994     | Casalmaggiore  |
| 8  | Mácris Carneiro        | P     | 3 marzo 1989      | Minas          |
| 9  | Roberta Ratzke         | P     | 28 aprile 1990    | Osasco         |
| 10 | Gabriela Guimarães     | S     | 19 maggio 1994    | VakıfBank      |
| 11 | Tandara Caixeta        | O     | 30 ottobre 1988   | Osasco         |
| 12 | Natália Pereira        | S     | 4 aprile 1989     | Dinamo Mosca   |
| 15 | Ana Carolina da Silva  | C     | 8 aprile 1991     | Praia Clube    |
| 16 | Ana Cristina de Souza  | S     | 7 aprile 2004     | Rio de Janeiro |
| 17 | Kasiely Clemente       | S     | 6 dicembre 1993   | Minas          |
| 18 | Mayany de Souza        | C     | 24 novembre 1996  | Osasco         |
| 20 | Ana Beatriz Corrêa     | C     | 7 febbraio 1992   | Osasco         |

## Cile
| N° | Nome              | Ruolo | Data di nascita   | Squadra           |
| -- | ----------------- | ----- | ----------------- | ----------------- |
| -  | -                 | All   | -                 | -                 |
| 2  | Camila Donoso     | L     | 25 gennaio 2003   | -                 |
| 4  | Beatriz Novoa     | S     | 5 febbraio 2001   | Deportivo Alianza |
| 5  | Paula Salinas     | P     | 30 ottobre 2000   | Deportivo Alianza |
| 7  | Sofia Ohlsson     | S     | 22 giugno 2001    | -                 |
| 8  | Gabriela Badilla  | S     | 3 febbraio 2003   | -                 |
| 9  | Enikki Canedo     | C     | 29 giugno 2004    | -                 |
| 10 | Camila Mendoza    | C     | 15 luglio 1998    | Boston College    |
| 12 | Camila Gómez      | S     | 17 settembre 1999 | Winthrop          |
| 14 | Catalina Nuñez    | P     | 21 giugno 2000    | -                 |
| 15 | Petra Schwartzman | O     | 22 luglio 2005    | Boston College    |
| 17 | Camila Chirinos   | L     | 17 marzo 2003     | -                 |
| 27 | Isidora Castillo  | O     | 21 marzo 2005     | -                 |

## Colombia
| N° | Nome                  | Ruolo | Data di nascita  | Squadra                  |
| -- | --------------------- | ----- | ---------------- | ------------------------ |
| -  | Antônio Rizola        | All   | 9 agosto 1958    | -                        |
| 1  | Darlevis Mosquera     | C     | 23 giugno 2000   | Universidad de Cartagena |
| 2  | Yeisy Soto            | C     | 7 aprile 1996    | Béziers                  |
| 3  | Dayana Segovia        | O     | 24 marzo 1996    | Béziers                  |
| 5  | Ana Karina Olaya      | O     | 13 marzo 2002    | Desportivo Aves          |
| 6  | Valerín Carabalí      | C     | 25 ottobre 2000  | Újpest                   |
| 7  | Laura Grajales        | S     | 21 dicembre 2002 | -                        |
| 10 | Juliana Toro          | L     | 29 gennaio 1995  | Antioquia                |
| 12 | Ivonne Montaño        | O     | 12 novembre 1995 | Franches-Montagnes       |
| 13 | Camila Gómez          | L     | 6 luglio 1995    | Rio de Janeiro           |
| 14 | Angie Velásquez       | P     | 13 giugno 2000   | Desportivo Aves          |
| 15 | María Alejandra Marín | P     | 4 novembre 1995  | São José dos Pinhais     |
| 16 | Melissa Rangel        | C     | 16 ottobre 1994  | Rebaza Acosta            |
| 19 | Margarita Martínez    | S     | 19 maggio 1995   | Marcq-en-Barœul          |
| 20 | Amanda Coneo          | S     | 20 dicembre 1996 | Venelles                 |
| 25 | Oriana Guerrero       | S     | 5 maggio 1994    | Universidad de Cartagena |

## Perù
| N° | Nome                  | Ruolo | Data di nascita   | Squadra                   |
| -- | --------------------- | ----- | ----------------- | ------------------------- |
| -  | Francisco Hervás      | All   | 7 marzo 1962      | -                         |
| 2  | Diana de la Peña      | C     | 7 giugno 1999     | Alianza Lima              |
| 3  | Maria Paula Rodríguez | O     | 17 marzo 2002     | Latino Amisa              |
| 4  | Brenda Lobatón        | S     | 11 dicembre 1997  | Alianza Lima              |
| 6  | Maricarmen Guerrero   | C     | 17 gennaio 1999   | Rebaza Acosta             |
| 7  | Lucía Magallanes      | P     | 1º settembre 1998 | Rebaza Acosta             |
| 8  | Maguilaura Frías      | O     | 28 maggio 1997    | Alianza Lima              |
| 9  | Katherine Regalado    | O     | 11 marzo 1998     | Circolo Sportivo Italiano |
| 10 | Mirian Patiño         | L     | 28 marzo 1990     | Regatas Lima              |
| 11 | Clarivett Yllescas    | C     | 11 agosto 1993    | Marcq-en-Barœul           |
| 15 | Karla Ortiz           | S     | 20 ottobre 1991   | Regatas Lima              |
| 17 | Flavia Montes         | C     | 22 novembre 2000  | Regatas Lima              |
| 18 | Coraima Gómez         | S     | 9 agosto 1996     | Deportivo Jaamsa          |
| 19 | Shiamara Almeida      | P     | 19 febbraio 1996  | Alianza Lima              |
| 21 | Esmeralda Sánchez     | L     | 1º settembre 1998 | Alianza Lima              |